# 명월관 아씨
"명월관 아씨"는 1967년 공개된 대한민국의 영화이다.

## 배역
- 신성일
- 남정임
- 이순재
- 최남현
- 주선태
- 한은진
- 박암
- 김신재
- 장혁
- 김칠성